# Megachile iranica
Megachile iranica är en biart som beskrevs av Rebmann 1970. Megachile iranica ingår i släktet tapetserarbin, och familjen buksamlarbin. Inga underarter finns listade i Catalogue of Life.